# Egnatioides farsistanicus
Egnatioides farsistanicus är en insektsart som beskrevs av Boris Petrovich Uvarov 1933. Egnatioides farsistanicus ingår i släktet Egnatioides och familjen gräshoppor. Inga underarter finns listade i Catalogue of Life.